# Tessie Savelkouls
Tessie Savelkouls (* 11. März 1992 in Nijmegen) ist eine niederländische Judoka. 2018 war sie Dritte der Europameisterschaften.

## Sportliche Karriere
Die 1,82 m große Tessie Savelkouls kämpft im Schwergewicht, der Gewichtsklasse über 78 Kilogramm. 2011 war sie sowohl Dritte der Junioren-Europameisterschaften als auch der Junioren-Weltmeisterschaften. 2013 unterlag sie im Finale der U23-Europameisterschaften der Deutschen Kristin Büssow, 2014 gewann sie den Titel durch einen Finalsieg über die Russin Alexandra Babinzewa. Bei den im Rahmen der Europaspiele 2015 in Baku ausgetragenen Europameisterschaften schied Savelkouls im Achtelfinale gegen die Deutsche Jasmin Külbs aus. Im Oktober 2015 belegte Savelkouls beim Grand-Slam-Turnier in Abu Dhabi den zweiten Platz hinter der Chinesin Ma Sisi. 2016 trat Savelkouls bei den Olympischen Spielen in Rio de Janeiro an. Im Viertelfinale unterlag sie der Japanerin Kanae Yamabe und belegte insgesamt den siebten Platz.
2017 gewann Savelkouls beim Grand-Slam-Turnier in Baku mit einem Finalsieg über die Türkin Kayra Sayit. Nach einem siebten Platz bei den Europameisterschaften 2017 erreichte sie bei den Weltmeisterschaften 2017 den fünften Platz. Im Oktober 2017 gewann sie den Grand Slam in Abu Dhabi mit einem Finalsieg über die Aserbaidschanerin Iryna Kindzerska. Bei den Europameisterschaften 2018 in Tel Aviv verlor sie im Halbfinale gegen die Französin Romane Dicko, im Kampf um Bronze bezwang sie die Kroatin Ivana Maranić. Anfang 2020 verletzte sie sich beim Grand-Slam-Turnier in Paris. 2021 trat sie bei den Olympischen Spielen in Tokio wieder an und unterlag in ihrem ersten Kampf der Südkoreanerin Han Mi-jin.